# Eugenia Burzio

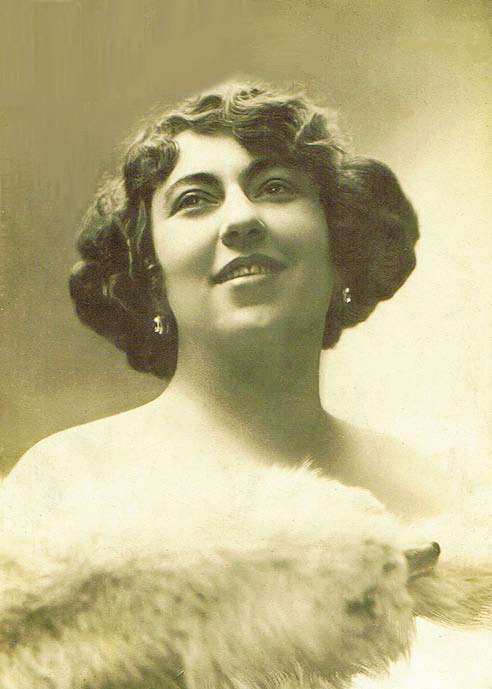
Eugenia Burzio

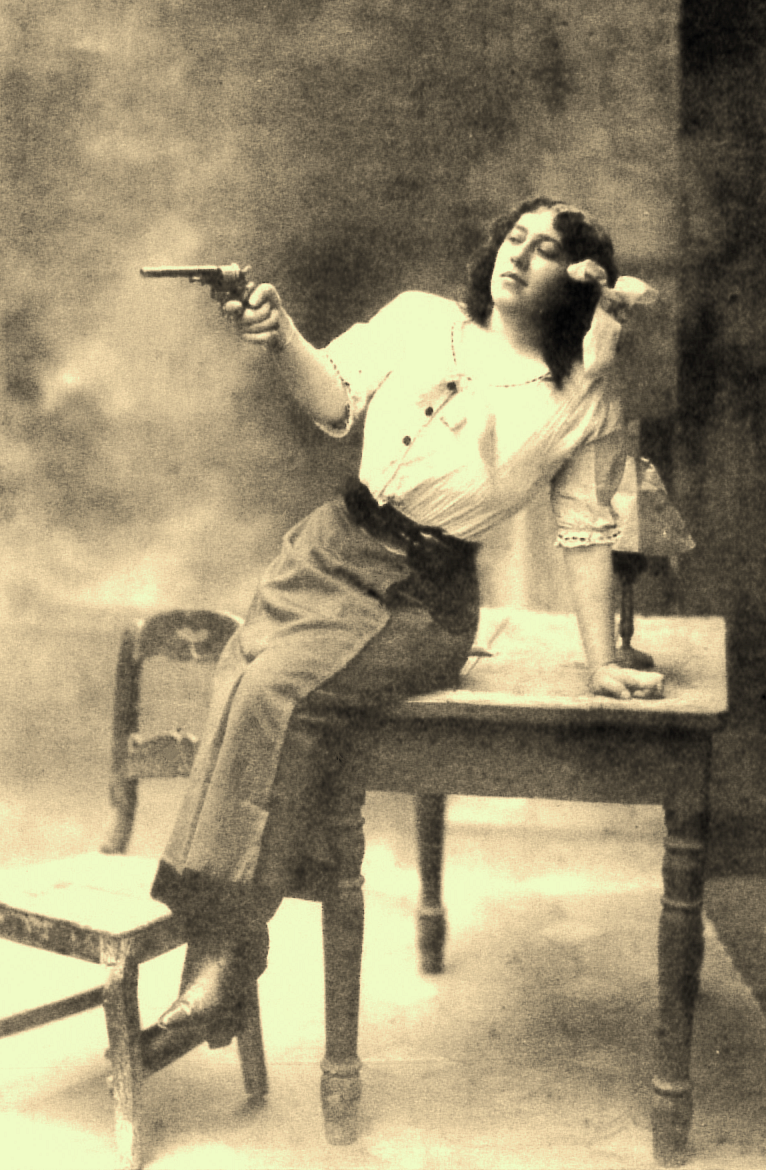
Eugenia Burzio nel ruolo di Minnie nella Fanciulla del West (1911)

Eugenia Burzio (Poirino, 20 giugno 1882 – Milano, 18 maggio 1922) è stata un soprano italiano.

## Biografia
Nata da Maurizio, medico chirurgo di Poirino, e Margherita Luigia Ducato, benestante di Chiesi, si formò, ancora bambina, come strumentista, studiando pianoforte e violino. Cominciò ad esibirsi a soli nove anni come violinista e in seguito entrò al Regio Conservatorio di Milano intraprendendo lo studio del canto.
Nel 1900, non ancora diciottenne, debuttò al Teatro Vittorio Emanuele (oggi Auditorium RAI) di Torino nel ruolo di Santuzza con la Cavalleria rusticana di Mascagni. Il successo fu immediato e si amplificò negli anni successivi, nei quali Eugenia si andò affermando come interprete lirico-drammatica, secondo i dettami allora in voga della scuola verista.
Si sposò il 29 agosto 1901 a Torino con un notaio di Vignale, Ugo Ravizza
La sua consacrazione a diva del melodramma fu decretata dal successo ottenuto al Teatro Regio di Parma nel 1904, con l'impegnativo ruolo di Leonora nella Forza del destino di Verdi.
Due anni dopo cominciò a collaborare con la Scala di Milano, spesso sotto la direzione del maestro Arturo Toscanini, interpretando fra l'altro due nuove opere in prima rappresentazione: La figlia di Jorio di Alberto Franchetti, su libretto dello stesso D'Annunzio, e Risurrezione di Franco Alfano, tratta dall'omonimo romanzo di Tolstoj.
Pur non disdegnando ruoli del repertorio classico e romantico (Armide di Gluck, Norma di Bellini, La favorita di Donizetti), spostò la sua attenzione, soprattutto nella seconda metà della sua carriera, su opere di clima verista, più adatte al suo temperamento focoso e al suo magnetismo sulla scena, come La fanciulla del West di Puccini e Goffredo Mameli di Leoncavallo.
Fuori dall'Italia si esibì in Sud America e in Russia.
Nel 1919 si ritirò dalle scene con la Marion Delorme di Ponchielli. Dopo aver assunto la direzione del periodico teatrale Comoedia, morì a soli trentanove anni per un'uremia causata da una nefrite e fu sepolta nel cimitero di Chieri.
Eugenia Burzio è una delle prime artiste ad aver lasciato un congruo numero di registrazioni, realizzate a Milano tra il 1905 e il 1916 con i primi rudimentali sistemi di incisione fonografica. Molte di queste testimonianze sonore sono oggi disponibili anche su supporto CD.

## Repertorio operistico
| Ruolo                   | Titolo                | Autore      |
| ----------------------- | --------------------- | ----------- |
| Katiuša                 | Risurrezione          | Alfano      |
| Norma                   | Norma                 | Bellini     |
| Loreley                 | Loreley               | Catalani    |
| Wally                   | La Wally              | Catalani    |
| Rosa Mamai              | L'Arlesiana           | Cilea       |
| Mila di Codra           | La figlia di Iorio    | Franchetti  |
| Maddalena di Coigny     | Andrea Chénier        | Giordano    |
| Fedora                  | Fedora                | Giordano    |
| Armida                  | Armida                | Gluck       |
| Fleana                  | Zingari               | Leoncavallo |
| Delia Terzaghi          | Mameli                | Leoncavallo |
| Santuzza                | Cavalleria rusticana  | Mascagni    |
| Anita                   | La Navarrese          | Massenet    |
| Valentina               | Gli ugonotti          | Meyerbeer   |
| Saffo                   | Saffo                 | Pacini      |
| Gioconda                | La Gioconda           | Ponchielli  |
| Marion Delorme          | Marion Delorme        | Ponchielli  |
| Mimì                    | La bohème             | Puccini     |
| Floria Tosca            | Tosca                 | Puccini     |
| Minnie                  | La fanciulla del West | Puccini     |
| Donna Leonora di Vargas | La forza del destino  | Verdi       |
| Aida                    | Aida                  | Verdi       |
| Desdemona               | Otello                | Verdi       |